# تشكيلة مباريات كرة القدم
تشكيلة مباريات كرة القدم Football First – Match Choice برنامج تـلفزيوني تفاعلي علـى قناةِ سكاي سبورت التي تُظهر اللقطات المهمة في كل مبارة من الدوري الإنجليزي الممتاز التي تلعب في ذلك اليوم بإستثناء المباريات المباشرة التي تظهر على قناة بي تي سبورت، يمكـن للمستخدم النهائي عن طريقِ الزر الأحمر أن يختار اللقطات المهمة للمبارة التي يرغب في مشاهدتها. بُث أول برنامج في عـامِ 2004. تشكيلة المباريات هو مصطلح يستخدمه المذيع عندما يكون هناك دوري البطولة الإنجليزية لكرة القدم أو العاب دولية في نفس الوقت. بالنسبة للدوري الإنجليزي لكرة القدم فإن اللعبة عادة ما تظهر مباشرة على قناة سكاي سبورت مع الألعاب الأخرى المتوفرة عن طريق الزر الأحمر.